# Église Saint-Léger de Gien-sur-Cure
Pour les articles homonymes, voir Église Saint-Léger.
L'église Saint-Léger est une église catholique située à Gien-sur-Cure, en France.

## Historique
Construite au XIIe siècle, elle fut remaniée au XIXe siècle, à la suite d'un incendie survenu en 1868. Seuls subsistent de l'édifice d'origine le chœur et l'abside.

## Description
L'édifice est surmonté d’un clocher d'abord couvert de bardeaux de bois, puis d'ardoise.